# El baile del pato
Pour plus de détails, voir Fiche technique et Distribution.
El baile del pato est un film espagnol réalisé par Manuel Iborra, sorti en 1989.

## Synopsis
Carlos est journaliste pour un magazine. Avec son petit frère Roberto, il entame une plongée à Madrid dans le milieu de la drogue.

## Fiche technique
- Titre : El baile del pato
- Réalisation : Manuel Iborra
- Scénario : Manuel Iborra
- Musique : Santi Arisa
- Photographie : Carles Gusi
- Montage : Miguel Ángel Santamaría
- Production : Fernando Colomo et Ana Huete
- Pays :  Espagne
- Genre : Comédie
- Durée : 88 minutes
- Dates de sortie : 
  -  Espagne : 23 septembre 1989

## Distribution
- Antonio Resines : Carlos
- Verónica Forqué : Bea
- Enrique San Francisco : Roberto
- María Barranco : Gloria
- Carles Velat : Lorenzo
- Marta Fernández Muro : Susi
- Clara Sanchis : Teresa
- Ramón Goyanes : Jorge
- Angie Gray : Lala
- Javier Gurruchaga : Isaías Isasi

## Distinctions
Le film a été nommé pour deux prix Goya.